# Gültlinger und Holzbronner Heiden
Gültlinger und Holzbronner Heiden ist ein mit Verordnung des Regierungspräsidiums Karlsruhe vom 22. Januar 1991 ausgewiesenes Naturschutzgebiet mit der Nummer 2.140 und ein gleichnamiges Landschaftsschutzgebiet mit der Nummer 2.35.045. Im Jahr nach der Verordnung wurde das Gebiet ergänzt durch das Naturschutzgebiet Gebersack.

## Lage
Die Schutzgebiete befinden sich in den Naturräumen Obere Gäue und Schwarzwald-Randplatten. 98 % des Naturschutzgebiets sind Teil des FFH-Gebiets Nr. 7218-341 Calwer Heckengäu. Das Naturschutzgebiet liegt östlich das Nagoldtals, zwischen der Kreisstadt Calw im Norden und der Stadt Wildberg im Süden. Es besteht aus 8 Teilgebieten, die um die Teilgemeinde Gültlingen der Stadt Wildberg herum angesiedelt sind (beginnend im Nordosten von Gültlingen und im Uhrzeigersinn weiter): Löchle und Gissibel (rund 38 Hektar), Lerchenberg (rund 30 Hektar), Killberg und Heidenbühl (rund 150 Hektar), Kapf und Bildstöckle (rund 75 Hektar), Ban (rund 10 Hektar), Maidelgrund (rund 30 Hektar), Buch (rund 21 Hektar) und Benzenlehle (rund 10 Hektar). Das LSG umschließt die acht Teilbereiche des NSG fast vollständig.

## Schutzzweck
Die Gebiete wurde mit einer gemeinsamen Verordnung des Regierungspräsidiums Karlsruhe vom 22. Januar 1991 als Natur- und Landschaftsschutzgebiet ausgewiesen. Laut dieser Verordnung ist der Schutzzweck die Erhaltung, Entwicklung und Pflege der mosaikartigen Landschaft des Nagold-Heckengäus und Würm-Heckengäus als Lebensraum typischer, spezialisierter und gefährdeter Tier- und Pflanzenarten insbesondere als Standort von Halbtrockenrasen, von steinigen, flachgründigen Ackerflächen mit reicher Ackerwildkrautflora und mit größeren Streuobstwiesenbeständen als Relikten historischer Obstbaumgürtel.

## Flora
Auf den Halbtrockenrasen des Gebiets gedeihen sechzehn verschiedene Orchideen-Arten, darunter das Helm-Knabenkraut, die Wohlriechende Händelwurz, die Bienen-Ragwurz und die Hummel-Ragwurz. Auf den von Schafen beweideten Flächen des Halbtrockenrasens sind Deutscher Enzian, Gefranster Enzian und Kreuz-Enzian zu finden.